# Chiến tranh Xô–Nhật
Chiến tranh Xô–Nhật (tiếng Nga: Советско-японская война; tiếng Nhật: ソ連対日参戦) là một cuộc xung đột quân sự trong Chiến tranh thế giới thứ hai bắt đầu ngay sau nửa đêm ngày 9 tháng 8 năm 1945, với cuộc xâm lược của Liên Xô tới những quốc gia bù nhìn của Nhật Bản là Mãn Châu. Liên Xô và Mông Cổ chấm dứt sự kiểm soát của Nhật Bản đối với Mãn Châu, Mông Cương (Nội Mông), Triều Tiên, Karafuto và Quần đảo Chishima (quần đảo Kuril). Sự thất bại của đạo quân Quan Đông Nhật Bản đã khiến Nhật Bản đầu hàng và chấm dứt Chiến tranh Thế giới thứ hai. Sự tham gia của Liên Xô vào cuộc chiến là một yếu tố quan trọng trong quyết định đầu hàng vô điều kiện của chính phủ Nhật Bản. Bởi lẽ, điều đó chứng minh rằng Liên Xô sẽ không còn đóng vai trò bên thứ ba trong việc đàm phán hòa bình với các điều kiện.